# Maria Obach Massana
Maria Obach Massana   (Manresa, 14 de març de 1909 - Castellgalí, 29 de juny de 2019) va ser la persona més vella de Catalunya. El 2019 vivia a una residència de Castellgalí juntament amb la seva filla Maria Glòria Massana de 89 anys, cosa que en va fer la catalana més vella amb algun dels dos pares vius. Amb el seu espòs i la seva filla, va regentar la pastisseria Massana, ubicada al carrer d'Àngel Guimerà de Manresa, un establiment que va estar obert fins als anys 1970, quan van traspassar el local a un banc.